# Engagement par volonté unilatérale
 (mars 2023).
Si vous disposez d'ouvrages ou d'articles de référence ou si vous connaissez des sites web de qualité traitant du thème abordé ici, merci de compléter l'article en donnant les références utiles à sa vérifiabilité et en les liant à la section « Notes et références ».
Un engagement par volonté unilatérale est une obligation qui naît du seul fait de son émission, et qui oblige son auteur.
Cette théorie a tenté certains auteurs français, partisans d'une application plus profonde de la théorie de l'autonomie de la volonté, inspirés par le droit allemand. La théorie de l'engagement unilatéral de volonté y trouve en effet une place plus grande en droit positif allemand. Un vif débat doctrinal s'est déroulé, particulièrement dans la première moitié du XXe siècle.